# Trizob
Trizob je orožje na drogu ter lovsko orožje, ki je močno podobno bojnim vilam, a se v njih razlikuje v dejstvu, da ima tri osti in ne le dve.
Uporablja se tudi za ribolov.
Trizob je tudi pogost simbol morskih bogov v starih mitologijah (npr. Pozejdona).
Posebne oblike trizoba so:
- runka,
- brandistock in
- korzeka.